# Bobsleigh nos Jogos Olímpicos de Inverno de 1932
A disputa de bobsleigh nos Jogos Olímpicos de Inverno de 1932 consistiu de dois eventos, de duplas e equipes. A competição realizou-se entre 9 e 15 de fevereiro de 1932.

## Medalhistas
Masculino
| Evento           | Ouro                                                                       | Prata                                                                                | Bronze                                                                        |
| ---------------- | -------------------------------------------------------------------------- | ------------------------------------------------------------------------------------ | ----------------------------------------------------------------------------- |
| Duplas detalhes  | EUA I Hubert Stevens Curtis Stevens USA Estados Unidos                     | Suíça II Reto Capadrutt Oscar Geier SUI Suíça                                        | EUA II John Heaton Robert Minton USA Estados Unidos                           |
| Equipes detalhes | EUA I Billy Fiske Eddie Eagan Clifford Gray Jay O'Brien USA Estados Unidos | EUA II Henry Homburger Percy Bryant Francis Stevens Edmund Horton USA Estados Unidos | Alemanha I Hanns Kilian Max Ludwig Hans Mehlhorn Sebastian Huber GER Alemanha |

## Quadro de medalhas
| Ordem | País               | Medalha de ouro | Medalha de prata | Medalha de bronze |   |
| ----- | ------------------ | --------------- | ---------------- | ----------------- | - |
| 1     | USA Estados Unidos | 2               | 1                | 1                 | 4 |
| 2     | SUI Suíça          |                 | 1                |                   | 1 |
| 3     | GER Alemanha       |                 |                  | 1                 | 1 |
| TOTAL | TOTAL              | 2               | 2                | 2                 | 6 |

## Países participantes
Áustria, Bélgica e França competiram apenas nas duplas. Onze atletas competiram em ambas as provas.
Um total de 41 competidores de 8 países competiram na modalidade:
- AUT Áustria (2)
- BEL Bélgica (4)
- FRA França (2)
- GER Alemanha (9)
- ITA Itália (4)
- ROU Romênia (4)
- SUI Suíça (4)
- USA Estados Unidos (12)